# Vadim Guigolaev
Vadim Guigolaev (Beslán, URSS, 15 de junio de 1979) es un deportista francés de origen osetio que compitió en lucha libre. Ganó una medalla de bronce en el Campeonato Europeo de Lucha de 2006, en la categoría de 66 kg.

## Palmarés internacional
| Campeonato Europeo | Campeonato Europeo | Campeonato Europeo | Campeonato Europeo |
| Año                | Lugar              | Medalla            | Categoría          |
| ------------------ | ------------------ | ------------------ | ------------------ |
| 2006               | Moscú (Rusia)      | Medalla de bronce  | 66 kg              |